# Insolație (fizică)

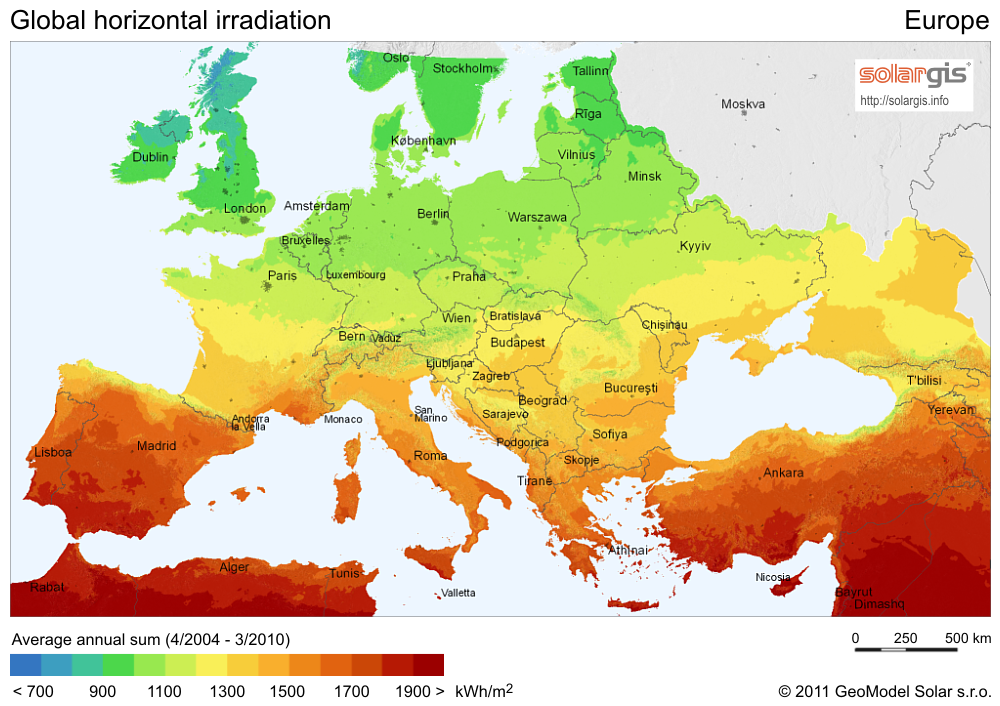
Insolația medie în Europa

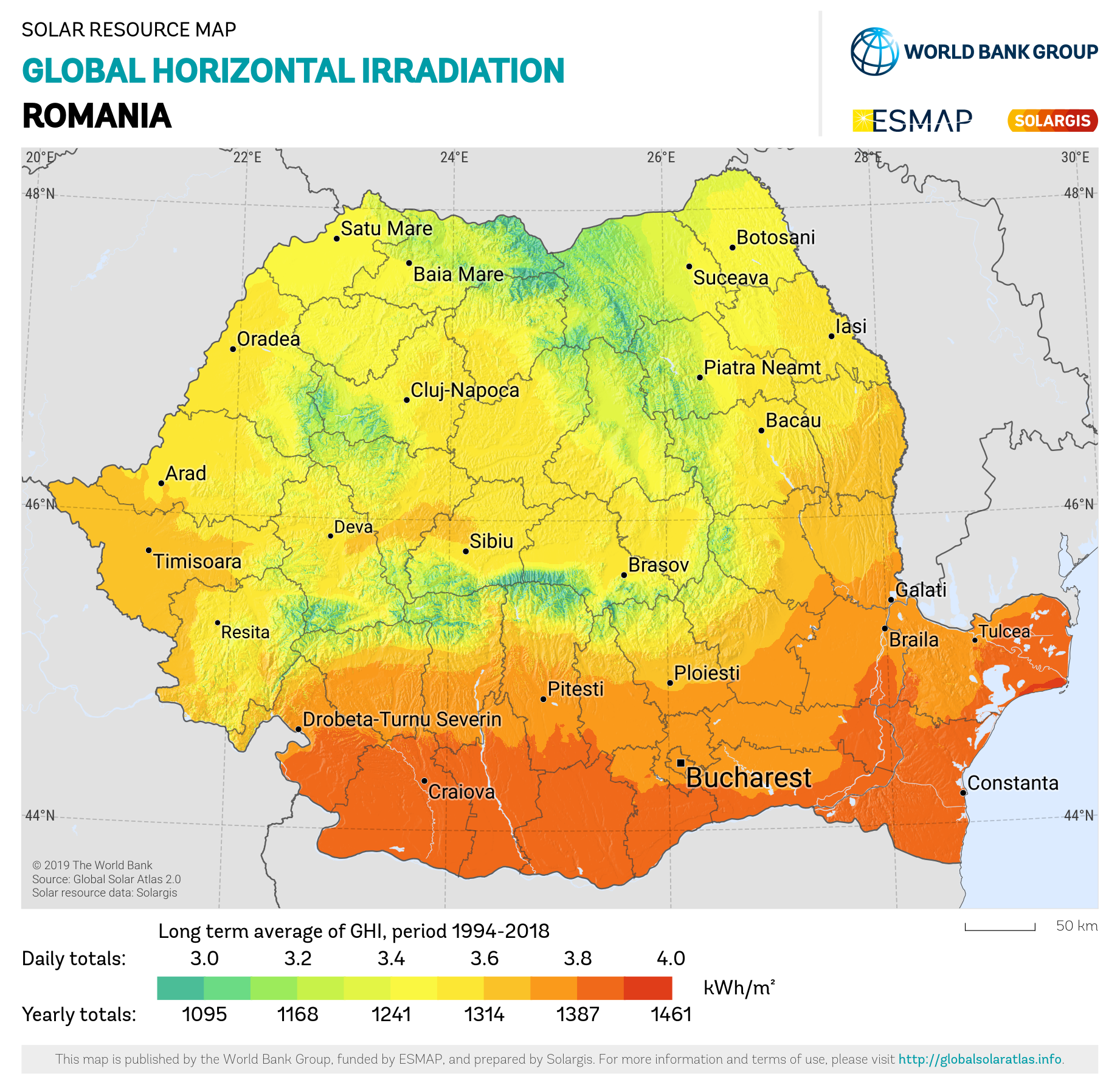
Insolația medie în România

Pentru alte utilizări ale termenului Insolație, vezi Insolație (dezambiguizare).
Insolația este o măsură a energiei radiației solare primite de o suprafață dată într-un timp dat.
De obicei, cantitatea de energie solară care pătrunde în atmosferă și cade pe suprafața pământului se măsoară în wați pe metru pătrat (W/m2) sau kilowatt-oră pe metru pătrat pe zi (kW·h /(m2·zi)).

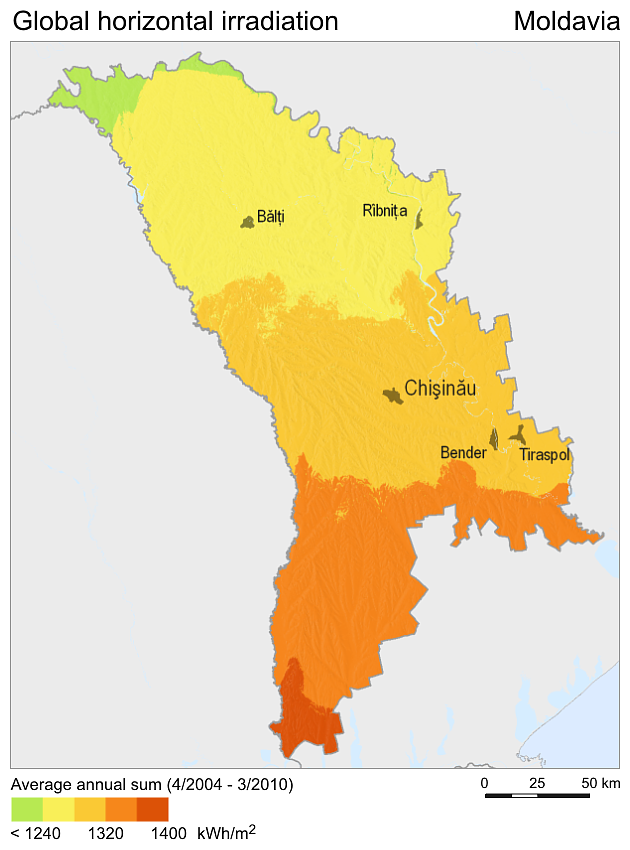
Insolația medie în Republica Moldova

## Consecințe
Estimările climatologice de insolație sunt importante în agrometeorologie, precum și la punerea în practică a folosirii energiei solare (termică sau fotovoltaică); ele joacă și un rol notabil pentru aprecierea atracției turistice a unei regiuni.
Se consideră că o insolație prea slabă ar putea fi unul dintre factorii „depresiei sezoniere”, care atinge unele persoane toamna și iarna.